# Jules René Bourguignat
Jules René Bourguignat (Brienne-le-Château, 19 agosto 1829 – Vendeuvre-sur-Barse, 7 aprile 1892) è stato uno zoologo e naturalista francese.
Ha servito come segretario generale della Société malacologique de France. Durante la sua vita, ha viaggiato molto, visitando, ad esempio, il Lago Tanganica e il Nordafrica. Ha descritto 112 nuovi generi e circa 2540 nuove specie di molluschi.

## Taxa
Bourguignat di nome e descritto molti generi e specie di molluschi, tra cui:
- Aspatharia Bourguignat, 1885, un genere di cozze d'acqua dolce.[1]
- Bridouxia Bourguignat, 1885, un genere di lumaca d'acqua dolce.[2]
- Lanistes alexandri Bourguignat, 1850, una specie di lumaca d'acqua dolce.
- Reymondia Bourguignat, 1885, un genere di lumaca d'acqua dolce.[3]
- Spekia Bourguignat, 1879, un genere di lumaca d'acqua dolce.[4]

## Opere
- 1853-1880. Aménités malacologiques. Paris, 2 vol., 45 pl. regroupant 85 mémoires dans les domaines de la paléontologie, l'archéologie, la botanique et la malacologie.
- 1861-1862. Spicilèges malacologiques. Paris, 1 vol., 15 pl. regroupant 15 mémoires ; ils font suite aux Aménités.
- 1876-1885. Species novissimae Molluscorum in europaeo systemati detectae, notis diagnosticis succinctis breviter descriptae. Paris.
- 1852. Testacea novissima quae Cl. de Saulcy, in itinere per Orientem, annis 1850 et 1851, collegit. Lutetiae.
- 1853. Catalogue raisonné des Mollusques terrestres et fluviatiles recueillis par M. F. de Saulcy, pendant son voyage en Orient. Paris, 4 pl.
- 1854. Monographie des espèces françaises du genre Sphaerium, suivie d'un catalogue synonymique des Sphéries constatées en France à l'état fossile. Bordeaux, 4 pl.
- 1860. Malacologie terrestre de l'île du Château d'If, près Marseille. Paris, 2 pl.
- (FR)  Bourguignat J. R. 1860. Malacologie terrestre et fluviatile de la Bretagne. Paris, 2 pl.
- (FR)  Bourguignat J. R. 1860. Methodus conchyliologicus denominationis.
- (FR)  Bourguignat J. R. 1861. Étude synonymique sur les mollusques des Alpes maritimes publiés par A. Risso en 1826. Paris: J.B. Baillière. (at Internet Archive)
- 1862. Malacologie du Lac des Quatre-Cantons et de ses environs. Paris, 4 pl.
- (FR)  Bourguignat J. R. 1862. Paleóntologie des mollusques terrestres et fluviales de l'Algeie. Paris.
- 1863. Monographie du nouveau genre français Moitessieria. Paris, 2 pl.
- (FR)  Bourguignat J. R. 1863-1870. Mollusques nouveaux, litigieux ou peu connus. Paris, 2 vol., 49 pl. regroupant 12 décades ; ils font suite aux Spicilèges.
  - 1863. Volume 1.
  - 1865. Volume
- 1864. Malacologie de Grande Chartreuse. Paris, 103 p., 17 pl.
- (FR)  Bourguignat J. R. 1864. Malacologie d'Aix-les-Bains. Paris, 86 p., 3 pl.
- 1864. Malacologie de l'Algérie, ou Histoire naturelle des animaux Mollusques terrestres et fluviatiles recueillis jusqu'à ce jour dans nos possessions du nord de l'Afrique. Paris, 58 pl. et 5 cartes.
- 1865. Monographie du nouveau genre Paladilhia. Paris, 21 p., 1 pl.
- 1866. Recherches sur la distribution géographique des Mollusques terrestres et fluviatiles en Algérie et dans les régions circonvoisines. Ann. Sc. nat. Zool. V, Paris, 2 cartes.
- 1869. Catalogue des Mollusques terrestres et fluviatiles des environs de Paris, à l'époque quaternaire. Paris, 32 p., 3 pl.
- 1869. "Inscriptions romaines de Vence", Paris, Bibliotheca Regia Monacensis.
- 1876-1877. Histoire des Clausilies vivantes et fossiles de France. Ann. Sc. nat. Zool. (4-6). Paris.
- (LA)  Bourguignat J. R. 1876. Species novissimae Molluscorum in Europaeo systemati detectae : notis diagnosticis succinctis breviter descriptae.
- 1877. Aperçu sur les espèces françaises du genre Succinea. Paris.
- (FR)  Bourguignat J. R. 1880. Monographie du genre Emmericia. Angers: Lachèse et Dolbeau.
- 1880. Recensement des Vivipara du système européen. Paris.
- 1880-1881. Matériaux pour servir à l'histoire des Mollusques Acéphales du système européen. Poissy, 2 fascicules.
- (FR)  Bourguignat J. R. 1883. Aperçu sur les Unionidae de la péninsule italique. Paris, Imprimerie de Jules Tremblay.
- 1883. Histoire malacologique de l'Abyssinie. Paris, 5 pl. et 1 carte.
- (FR)  Bourguignat J. R. 1884. Histoire des mélaniens du système européen. Paris, Librairie des sciences naturelles, Paul Klincksieck.
- Bourguignat J. R. (1885). Notice prodromique sur les mollusques terrestres et fluviatiles recueillis par M. Victor Giraud dans la region méridionale du lac Tanganika. Paris. 110 pp.

| Bourguignat è l'abbreviazione standard utilizzata per le specie animali descritte da Jules René Bourguignat. Categoria:Taxa classificati da Jules René Bourguignat |